# Līvāni (stacja kolejowa)
Līvāni (ros. Ливани) – stacja kolejowa w miejscowości Līvāni, w gminie Līvāni, na Łotwie. Leży na linii Ryga - Dyneburg.
Stacja powstała w XIX w. na trasie Kolei Rysko-Dyneburskiej (przedłużonej później do Witebska).